# نورت هابز، نیومکزیکو
نورت هابز (به انگلیسی: North Hobbs) یک منطقهٔ مسکونی در ایالات متحده آمریکا است که در نیومکزیکو واقع شده‌است. نورت هابز ۵٬۳۹۱ نفر جمعیت دارد و ۱٬۱۱۱٫۹۲ متر بالاتر از سطح دریا واقع شده‌است.